# القبة (سيوداد ريال)
بلدية القبة (بالإسبانية: Alcoba)‏، هي إحدى بلديات مقاطعة سيوداد ريال إحدى مقاطعات إسبانيا، والتي تقع في منطقة قشتالة لا منتشا وسط إسبانيا.
يبلغ عدد سكانها 753 نسمة وفقاً لإحصائية سنة (2007).